# 甲斐智枝美の感度・5 〜ハロースカイバード〜
甲斐智枝美の感度・5 〜ハロースカイバード〜（かいちえみのメリットファイブ ハロースカイバード）は、1983年10月8日から1984年9月30日までTBSラジオで放送されていたラジオ番組。パーソナリティは甲斐智枝美。

## 放送時間
- 毎週土曜日 20:30〜20:55 （1983年10月8日〜1984年3月31日）
- 毎週日曜日 14:30〜15:00 （1984年4月8日〜1984年9月30日）

## 概要
NEC（日本電気）の一社提供。TBSのラジオカー「954」にNECのパーソナル無線機「スカイバード」を搭載して、実際にパーソナル無線がどのように使われているかを取材し、あふれる臨場感で送っていた番組。その他番組はフリートーク、リスナーからのはがき紹介の他、パーソナル無線の正しい使い方の指導や質問などを受け付けるコーナーが設けられていた。
NEC一社提供枠は1984年10月から、NECのパーソナル無線のブランド「スカイバード」のタイトル、パーソナル無線のコーナーと共に『飯島真理のまりン局 〜ハロースカイバード〜』へ引き継がれた。